# Alive in France
Alive in France è un film del 2017 diretto da Abel Ferrara.

## Trama
Abel Ferrara, attraverso questo documentario, riprende tutti i suoi concerti tenuti in Francia durante il Festival Addiction à l'oeuvre (organizzato in collaborazione con la cineteca di Tolosa).
Ci sono testimonianze personali, interviste ai suoi più stretti collaboratori e momenti intimi familiari.

## Critica
| Recensione      | Giudizio |
| --------------- | -------- |
| IMDb            | [ 1 ]    |
| MYmovies.it     | [ 2 ]    |
| Rotten Tomatoes | 20%      |
| Letterboxd.com  | 3.3/5    |

È stato accolto tiepidamente dalla critica.
Il sito MYmovies.it lo recensisce come «una gradevole curiosità» nonostante consideri «avvertire l'autoindulgenza dell'operazione di Abel Ferrara».
La rivista online Sentieri Selvaggi analizza come «ogni singola inquadratura, sovrimpressione, luce sanguigna o ralenti sfocato tiene insieme Blackout e Go Go Tales con Chelsea on the Rocks, Mulberry Street con China Girl».
Il Messaggero sottolinea: «Alive in France mostra tanti aspetti meno noti di Abel Ferrara: la passione per la musica, il modo sarcastico di coinvolgere il pubblico, il legame con gli amici di vecchia data e l’amore per l’incantevole figlia e la moglie.»

## Distribuzione
È stato presentato al Festival di Cannes 2017 nella sezione Quinzaine des Réalisateurs.
In Italia, uscito nel 2019, ha ottenuto una distribuzione limitata nei circuiti dei cinema indipendenti. Ha incassato nelle prime due settimane circa 2000 euro.